# Noye
La Noye è un fiume francese che scorre nei dipartimenti dell'Oise e della Somme, regione dell'Alta Francia. È un affluente dell'Avre alla riva sinistra, quindi un subaffluente della Somme.

## Geografia

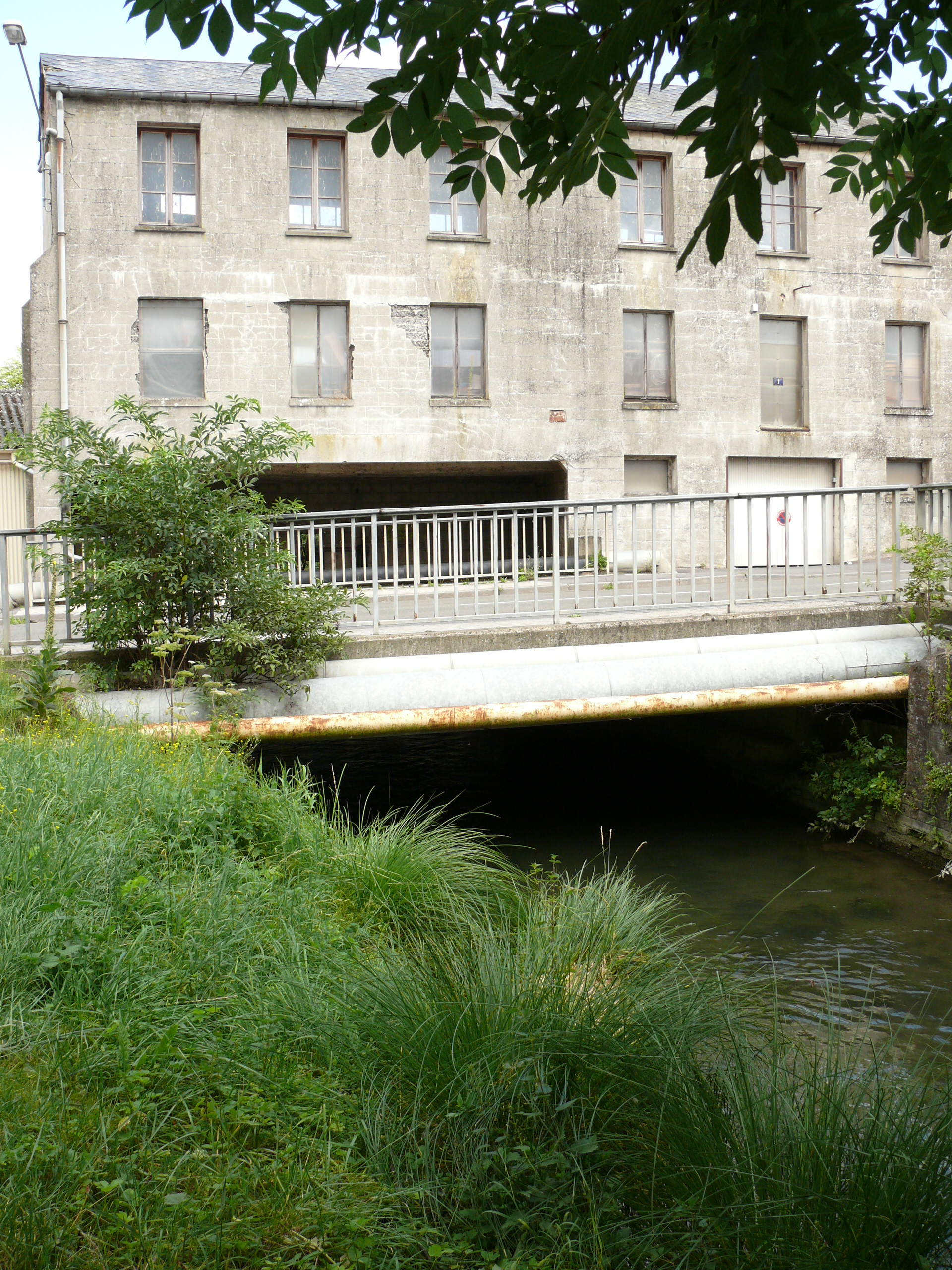
Antico mulino sulla Noye ad Ailly-sur-Noye

È lunga 33,4 chilometrida nord dell'Oise e dal sud della Somme. Nasce a Vendeuil-Caply (Oise) a sud di Breteuil, all'altitudine di 82 metri s.l.m., nei pressi del monte les Châtelets (140 m), e del bosco di Calmont, sulla montagna di Bellevue (152 m) e a due chilometri appena dal luogo detto la Montagne de Breteuil, sotto il Blanc-Mont (155 m). 
Essa scorre in direzione nord-nordest prima di confluire nell'Avre a Boves, all'altitudine di 28 metri (o 24 m secondo la sorgente), 3 km dopo aver passato il Centre du Paraclet du Conseil Supérieur de la Pêche, così come il liceo agricolo d'Amiens-le-Paraclet, presso il ponte Prussiano, e della Riserva naturale della palude di Saint-Ladre. 

### Comuni e cantoni attraversati
- Oise – da monte verso valle - : Vendeuil-Caply (sorgente), Breteuil, Paillart. In termini di cantoni, la Noye nasce nell'antico cantone di Breteuil (Oise), ora cantone di Saint-Just-en-Chaussée nell'arrondissement di Clermont.
- Somme – da monte verso valle - : Folleville, La Faloise, Chaussoy-Epagny, Chirmont (costeggia il confine comunale), Ailly-sur-Noye, Guyencourt-sur-Noye, Remiencourt, Cottenchy, Dommartin, Fouencamps e Boves (confluenza)[1], cioè attraversando nella Somme i due cantoni: cantone di Ailly-sur-Noye e l'antico cantone di Boves, ora cantone di Amiens-5, entrambi nell'arrondissement di Amiens.

### Toponimi
La Noye ha dato il suo nome ai quattro comuni seguenti: Ailly-sur-Noye, Estrées-sur-Noye, Flers-sur-Noye, Guyencourt-sur-Noye così come alla località detta Berny-sur-Noye nel comune di Ailly-sur-Noye. Flers-sur-Noye ed Estrées-sur-Noye non sono di certo lontani dal fiume Noye, ma il loro territorio non è attraversato da questo fiume.

### Idrografia
La larghezza media del corso d'acqua va da 1 a 3 metri. La sua pendenza media è dell'1,96‰. Sul suo corso, vi sono due stazioni di analisi della qualità nel  dipartimento della Somme: a Dommartin e a La Faloise.
L'Ameva, il sindicato di gestione e valorizzazione del bacino della Somme, sta lavorando a un piano de gestione de la Noye.

### Bacino idrografico
La Noye attraversa una sola zona idrografica l'Avre e il Canale della Somme dalla chiusa numero 16 Lamotte alla chiusa numero 17 Amiens (E640).
Il bacino idrografico è di 368 km² di superficie. I bacini idrografici vicini sono a nord e a est l'Avre, a ovest la Selle, a sud-est il fiume dei Paquets, a sud la valle dell'Arré, affluente della Brêche, e la Brêche a sudovest.

### Organismo di gestione
Gli organismi gestionali sono le due associazioni sindacali del fiume Noye (1ª sezione) e l'associazione sindacale del fiume Noye (2ª sezione), entrambi membri partner dell'AMEVA o «sindacato misto di gestione e valorizzazione del bacino della Somme».

## Affluenti

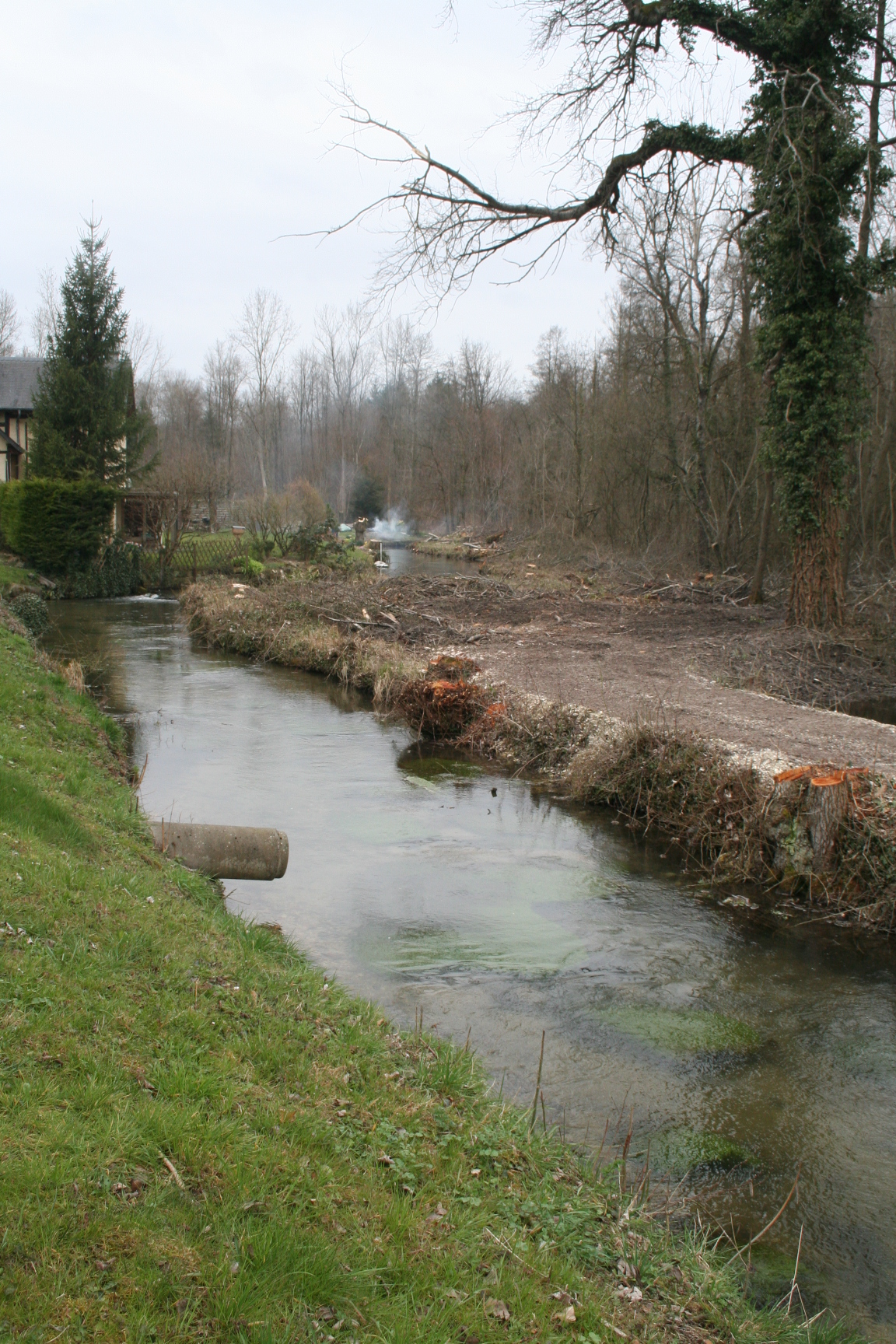
L'Echaut a Pont-d'Grès a Cottenchy.

La Noye ha tre affluenti:
- la Rouvroy[7] di lunghezza 3,6 chilometri, alla riva destra. Essa attraversa Paillart e Rouvroy-les-Merles nell'Oise, cioè il cantone di Breteuil nell'Oise.
- l'Echaut[8], di lunghezza 3,4 chilometri, alla riva destra, che attraversa tre comuni della Somme: Cottenchy, Guyencourt-sur-Noye e Remiencourt, tre comuni nel cantone di Boves.
- il Guado del Nilo[9], lungo 1,5 chilometri, alla riva destra, e che attraversa il comune di Breteuil nell'Oise, nel cantone di Breteuil (Oise).

### Numero di Strahler
Dunque il suo numero di Strahler è due.